# Jean-Marie Pontaut
 (avril 2020).
Pour les articles homonymes, voir Pontaut.
 Jean-Marie Pontaut, né le 26 février 1947 à Neuilly-sur-Seine, est un journaliste d'investigation français. Il a été rédacteur en chef au Point et à L'Express. 
Auteur de nombreux ouvrages dont les derniers : Les grandes affaires de la Ve république, en collaboration avec Philippe Broussard, Presses de la Cité, 2015, Un si cher ami, Francois Mitterrand et Patrice Pelat, en collaboration avec Dominique Torres, Michel Lafon, 2016 et Sous les jupes de la Ve: Politiques, prostituées, policiers. Enquêtes sur des liaisons dangereuses, Tallandier, 2017. 

## Biographie
Après une licence de Philosophie, il entre à Paris Match en 1970. Deux ans plus tard, il participe à la création du magazine Le Point dirigé par Claude Imbert. Il se spécialise dans l’investigation, un secteur nouveau.
Jean-Marie Pontaut s’illustre en 1973, lors de l’affaire des micros du Canard Enchainé. La concierge de l’hebdomadaire satirique, conduite par une équipe du Point, qui comprend également les journalistes Jacques Bouzerand et Antoine Silber, reconnait l’un des inspecteurs de la DST qui, déguisé en plombier, a sonorisé le journal. 
Il écrit ensuite de nombreux articles sur les financements occultes des partis politiques (affaire Urba).
Parallèlement, il publie avec Jacques Derogy trois livres, consacrés aux scandales politiques de l’époque, qui connaissent un grand succès d’édition[réf. nécessaire] : Enquête sur les affaires d’un septennat, Enquête sur les mystères de Marseille et, enfin, Enquête sur trois secrets d’État. Robert Laffont, 1981, 1984, 1986. 
Jean-Marie Pontaut rejoint en 1984 Jacques Derogy à L'Express. Ils enquêtent notamment sur l’échec de l'opération du Rainbow Warrior, ce bateau de Greenpeace coulé par les services français en Nouvelle-Zélande. Ils révèlent notamment le nom de l’un des agents arrêté à Auckland, Dominique Prieur alias Sophie Turenge . Après sa libération, elle écrira un livre avec Jean-Marie Pontaut : L’agent secrète, Éditions Fayard, 1995. 
En désaccord avec Jimmy Goldsmith, alors propriétaire de L'Express, Jean-Marie Pontaut retourne au Point en 1986. 
La même année, il révèle que, dans l'affaire du Carrefour du développement, la droite a fourni un faux passeport à Yves Chalier, chef de cabinet du ministre de la coopération, pour qu’il s’enfuie au Brésil. Jean-Marie Pontaut recevra le Prix Mumm (actuel prix Jean-Luc Lagardère du journaliste de l'année) pour avoir retrouvé Yves Chalier en cavale . 
En 1995, avec Jérôme Dupuis, un autre journaliste du Point, il publie la liste des personnalités écoutées par la fameuse cellule de l’Élysée, un organisme chargé de « protéger » le Président François Mitterrand . Une enquête qu’ils poursuivront dans leur livre, les Oreilles du Président, Éditions Fayard, 1996. Les journalistes, condamnés pour la publication du livre, portent l'affaire en justice. La Cour européenne des droits de l'homme conclut dans son arrêt Dupuis du 7 juin 2007 à la violation par les autorités françaises de l'article 10 de la Convention européenne des droits de l'homme et rappelle que « la condamnation des journalistes s'analyse en une ingérence disproportionnée dans leur droit à la liberté d'expression » .
En 1995, Jean-Marie Pontaut devient Directeur adjoint de la rédaction d’Europe 1 où il suit en particulier la campagne d’attentats qui frappe la France. Il présente, en plus, un magazine hebdomadaire d’investigations, Témoin no 1.
Il repart un an plus tard à L'Express où il crée le premier service d’Investigation dépendant de la direction de la rédaction. Toujours au côté de Jérôme Dupuis, qui a également rejoint le journal, il révèle le passé de Charles Hernu et ses rapports avec les services secrets roumains. Avant d’être ministre de la défense de François Mitterrand, Charles Hernu aurait procuré des informations aux services secrets de l’Est . Une affaire qui provoquera une grande polémique , avant que la justice ne révèle intégralement le rapport des services roumains remis à la DST après la chute du mur.
Jean-Marie Pontaut et Marc Epstein, spécialiste de la politique étrangère à L'Express, révèlent, en 2001, les détails de la cavale de l’ex-numéro 2 de la société pétrolière Elf, Alfred Sirven ,,, en fuite aux Philippines après avoir détourné des sommes considérables.
En 2013, avec Pascal Ceaux et Eric Pelletier, il révèle le nom de l’avocat thaïlandais censé avoir acheté des tableaux à l’ancien secrétaire général de l’Élysée et ministre de l’Intérieur, Claude Guéant . 
En 2014, Jean-Marie Pontaut a quitté L'Express et se consacre entièrement à l’écriture.

## Carrière
- 1970 à 1972 : reporter à l’hebdomadaire Paris Match.
- 1972 à juillet 1984 : reporter puis chef d’enquête à l’hebdomadaire Le Point, chargé des dossiers judiciaires et policiers au service Société.
- juillet 1984 à novembre 1984 : chef du service société de l’hebdomadaire Le Point.
- novembre 1984 à septembre 1986 : grand reporter à l’hebdomadaire L'Express.
- septembre 1986 à août 1987 : chef du service société de l’hebdomadaire Le Point.
- août 1987 à décembre 1988 : rédacteur en chef adjoint et chef du service investigations de l’hebdomadaire Le Point.
- décembre 1988 à juillet 1995 : rédacteur en chef adjoint à l’hebdomadaire Le Point, chargé de la cellule investigations au service Nation puis rédacteur en chef, chargé du service investigations.
- septembre 1995 à février 1996 : directeur adjoint de la rédaction d’Europe 1 où il présente de plus le magazine hebdomadaire d'investigations Témoin no 1.
- avril 1996 à September 2014 : rédacteur en chef (investigations) à l’hebdomadaire L'Express.

## Distinctions
- 1987 : Prix de la fondation Mumm.
- 1993 : Prix Radio-France Nancy-Lorraine de la communication pour Investigation, passion.

## Publications
- La Grande Cible, 1961-1964 : les secrets de l'OAS, en collaboration avec François Caviglioli, Paris, Mercure de France, 1972
- Enquête sur les affaires d'un septennat, en collaboration avec Jacques Derogy, Robert Laffont, 1981
- Enquête sur les mystères de Marseille, en collaboration avec Jacques Derogy, Robert Laffont, 1984
- Enquête sur trois secrets d¹État, en collaboration avec Jacques Derogy, Paris, Robert Laffont, 1986
- Enquête sur un Carrefour dangereux, en collaboration avec Jacques Derogy, Fayard, 1987
- L'État hors la loi, en collaboration avec Francis Szpiner, Fayard, 1989
- L'attentat : le juge Bruguière accuse Khadafi, Fayard, 1992
- Investigation, passion : enquête sur 30 ans d'affaires, en collaboration avec Jacques Derogy, Fayard, 1993
- Enquête sur les ripoux de la Côte : de l'affaire Médecin au meurtre de Yann Piat, an collaboration avec Jacques Derogy, Fayard, 1994
- Agent secrète, en collaboration avec Dominique Prieur, Fayard, 1995
- Les oreilles du Président, suivi de la liste des 2 000 personnes « écoutées » par François Mitterrand, en collaboration avec Jérôme Dupuis, Fayard, 1996
- Enquête sur l'agent Hernu, écrit avec Jérôme Dupuis, Fayard, 1997
- L'homme qui en sait trop : Alfred Sirven et les milliards d'Elf, en collaboration avec Gilles Gaetner, Grasset, 2000
- Enquête sur la mort de Diana, en collaboration avec Jérôme Dupuis, Stock, 2001
- Ils ont assassiné Massoud, en collaboration avec Marc Epstein, éditions Robert Laffont, 2002
- Demi-lune, (roman), Fayard, 2005
- Règlement de comptes pour l'Élysée : la manipulation Clearstream, en collaboration avec Gilles Gaetner, OH ! Éditions, 2006
- Seul face à la justice américaine : Jean Peyrelevade accuse, en collaboration avec Jean Peyrelevade, Plon, 2006
- Chronique d'une France occupée : les rapports confidentiels de la gendarmerie, Michel Lafon, 2008
- Lila, être esclave en France et en mourir, en collaboration avec Dominique Torrès, J'ai Lu, 2009
- Qui a tué le juge Michel ?, en collaboration avec Éric Pelletier, Michel Lafon, 2014 Catalogue BnF
- Les grandes affaires de la Ve république, en collaboration avec Philippe Broussard, Presses de la Cité, 2015
- Un si cher ami, Francois Mitterrand et Patrice Pelat, les pièges de la fidélité, en collaboration avec Dominique Torres, Michel Lafon, 2016
- Sous les jupes de la Ve, politiques, prostituées, policiers; Enquête sur des liaisons dangereuses, Tallandier, 2017
- L'Affaire de leur vie : Confessions des grands flics de la PJ, Tallandier, 2020